# Anfalas
Anfalas (Nederlands: Langstrand) is een fictieve landstreek in J.R.R. Tolkiens werk In de ban van de ring.
Anfalas is een regio of leen van het koninkrijk Gondor. Het is het meest westelijke leen van Gondor. In het oosten vormt de rivier de Morthond de grens tussen enerzijds Anfalas en anderzijds Belfalas en Lamedon. De rivier de Lefnui markeert de uiterste westgrens van Gondor. Aan de andere kant van de rivier ligt het nagenoeg onbewoonde gebied Drúwaith Iaur en kaap Andrast. Anfalas is een kustprovincie ligt aan de Baai van Belfalas. In het noorden wordt Anfalas begrensd door de Pinnath Gelin, de Groene Heuvels.
Hoewel de provincie tijdens de Oorlog om de Ring door de Kapers van Umbar werden aangevallen, kwamen er toch mannen onder leiding van heer Golasgil vanuit Anfalas om Minas Tirith te hulp te schieten. Ook heer Hirluin de Schone van de Pinnath Gelin verzamelde 300 in het groen geklede mannen en legde de lange afstand van Anfalas naar Minis Tirith af om de stad te ontzetten. Hirluin kwam om in de Slag van de Velden van Pelennor.